# Раби сатани 2: Причастя
«Раби сатани 2: Причастя» (англ. Satan's Slaves 2: Communion, індонез. Pengabdi Setan 2: Communion, також Раби сатани 2: Причастя) — індонезійський надприродний фільм жахів 2022 року, написаний і знятий режисером Джоко Анваром. Сиквел фільму "Раби Сатани" 2017 року, заснований на фільмі "Раби Сатани" 1980 року. Це перший індонезійський фільм, який вийшов у форматі IMAX. Після його виходу Анвар повідомив про плани щодо можливої третьої частини серії.
Фільм відкрився на першому місці в індонезійському прокаті і вже через два дні перевищив мільйон відвідувань, а через чотири дні перевищив два мільйони відвідувань. "Раби Сатани 2: Причастя" наразі є третім найкасовішим індонезійським фільмом усіх часів, зібравши 6,3 мільйона відвідувань.

## Синопсис
У 1955 році газетного журналіста Будімана викликає його друг Геру, командир поліції, до обсерваторії Босха, де за ніч, здається, відбувся культовий ритуал: десятки ексгумованих трупів лежали на землі перед портретом Маварні в рамці. Геру доручили не допустити публікації цієї історії, щоб не зашкодити іміджу країни у світлі майбутньої Бандунгської конференції, але він наполягає на тому, щоб Будіман опублікував її в маловідомих журналах.
У 1984 році Ріні, її брати Тоні і Бонді та їхній батько Бахрі вже три роки живуть у напівзруйнованій квартирі Мандара в Джакарті. Бахрі, схоже, цілими днями працює на випадкових роботах і завжди носить із собою портфель, який вдома тримає під замком. Будіман, тепер головний редактор окультного журналу, отримує поштою передсмертну записку Геру разом із фотографіями та малюнками, які вказують на майбутню культову діяльність у "Мандарі"; вони також показують, що Бахрі був одним із поліцейських, які водили Будімана до Геру в 1955 році. Тим часом ліфт у Мандарі виходить з ладу і падає, вбиваючи багатьох мешканців. Вночі вирує шторм і затоплює будівлю, залишаючи мешканців у пастці. Ріні втішає Вісну, дитину, чия мати загинула в ліфті. Вісну розповідає Ріні, що вони з матір'ю спілкувалися таємничою мовою жестів, яку вони вивчили з окультної книги, щоб його батько, який знущався з них, не розумів.
Повінь вимикає електрику, і надприродні сили починають переслідувати мешканців будинку. У квартирі коменданта будинку Бонді та його друзі знаходять фотографії секти, яка збирається кожні 29 років 17 квітня, тобто наступного дня. Тим часом Тоні проникає до потаємної кімнати в квартирі, де знаходить фотографії своєї померлої матері Маварні, яку ідентифікують як Раміном. Тоні показує їх Ріні, і вони згадують, що Маварні стала схожою на Раміном після того, як почала музичну кар'єру. Ріні відкриває портфель Бахрі і знаходить відрізані людські пальці. Вони знаходять Яна, свого глухого молодшого брата, якого забрала секта, у квартирі на верхньому поверсі. Вісну розмовляє з Яном загадковою мовою жестів, і Ян каже, що він його друг.
Трупи повстають і разом з Раміном переслідують решту мешканців до самої смерті. Оточені мерцями, брати і сестри та Вісну натрапляють на Бахрі і потрапляють у полон до членів культу. Вони прокидаються на таємному верхньому поверсі, де культ вже розпочав їхнє причастя. Ян командує культом і весело страчує Бахрі, четвертуючи його. Прибуває Будіман, стріляє в членів секти і відбиває Раміном. Мовою жестів Вісну наказує сектантам зупинитися, коли Ріні б'є Яна до втрати свідомості. Брати і сестри та Вісну тікають на човні з Будіманом, який пояснює, що Бахрі переконав Маварні приєднатися до культу в 1955 році, щоб мати дітей і зоряний час. Бахрі намагався вибратися сам, але культ вимагав від нього вбити тисячу людей, щоб зробити це. Відтоді Бахрі працював снайпером, виконуючи позасудові вбивства на замовлення індонезійського уряду. Будіман пояснює, що сьогоднішнє причастя було лише частиною великого плану.
Наступного дня Дарміна та її чоловік Батара приїжджають до Мандари. Вона висловлює розчарування, що вони не були присутні на причасті, але він запевняє її, що все пішло за планом. Фотографія на стіні показує, що вони були присутні на Бандунгській конференції 1955 року, і з тих пір вони, здається, не постаріли.

## Актори
- Тара Басро в ролі Ріні Сувоно
- Енді Арфіан в ролі Тоні Сувоно
- Бронт Паларае в ролі Бахрі Сувоно
- Рату Феліша в ролі Тарі Дар'яті
- Назар Ануз — Бонді Сувоно
- Мухаммад Адхіят в ролі Яна Сувоно
- Журді Праната в ролі Діно Сухендара
- Музаккі Рамдхан у ролі Вісну Хендраван
- Фатіх Унру в ролі Арі Гунавана
- Аю Лаксмі в ролі Маварні Сувоно/Рамінома
- Егі Федлі в ролі Будімана Сяйлендри
- Нафіза Фатія Рані — Віна Ендарті
- Кікі Нарендра в ролі Устаза Махмуда
- Рукман Росаді в ролі Херу Кусума
- Мухаммад Абе в ролі батька Арі
- Асмара Абіґейл у ролі Дарміни
- Фахрі Албар — Батара
- Маера Паніґоро — Діана Сасмі
- Сіта Нурсанті в ролі Хаяті Дарсоно
- Петті Сандіа в ролі матері Арі
- Міан Тіара — мати Вісну
- Мухліст Абот — батько Вісну
- Еймі Сарас — ведуча новин
- Рамадхан Аль-Рашид — водій таксі
- Томмі Дево в ролі плакальщика
- Рів'єна Юлієта — дикторка радіо
- Тіа Хасібуан — радіодиктор